# Ferrocarriles Metropolitanos Sociedad Anónima
Ferrocarriles Metropolitanos Sociedad Anónima (FEMESA) est une entreprise publique argentine créée en 1991 et dissoute en 1995. Elle a représenté une étape intermédiaire dans le processus de démembrement et de privatisation de l'entreprise publique Ferrocarriles Argentinos. 

## Histoire
La Ferrocarriles Metropolitanos Sociedad Anónima (FEMESA) est une entreprise publique argentine créée par décret en 1991 sous la présidence de Carlos Saúl Menem afin d'exploiter les transports ferroviaires métropolitains du Grand Buenos Aires jusqu'à ce qu'ils soient entièrement transférés à des entreprises privées par le biais du système de concession. 
Depuis le 1er avril 1991, la FEMESA était chargée de l'exploitation des services suburbains des lignes Mitre, Belgrano, San Martín, Roca, Urquiza et Sarmiento. Le processus de privatisation a duré de janvier 1994 à mai 1995. Après avoir atteint l'objectif pour lequel elle avait été créée, la FEMESA est déclarée en « état de liquidation » en janvier 1997, et son statut juridique est finalement en 2004.